# Mamby Koita
Mamby Koita (* 3. Mai 1998 in Kita) ist ein malischer Fußballspieler.

## Karriere
Koita begann seine Karriere beim USC Kita. Im Januar 2017 wechselte er zum österreichischen Zweitligisten FC Liefering, wurde allerdings direkt an den Regionalligisten SV Grödig verliehen. Sein Debüt für Grödig in der Regionalliga gab er im März 2017, als er am 19. Spieltag der Saison 2016/17 gegen den FC Wacker Innsbruck II in der Startelf stand und in der 58. Minute durch Benedikt Pichler ersetzt wurde.
Nach einem Jahr bei Grödig wurde er im Februar 2018 an den Zweitligisten FC Blau-Weiß Linz weiterverliehen. Im selben Monat debütierte er für die Linzer in der zweiten Liga, als er am 21. Spieltag der Saison 2017/18 gegen den FC Liefering in der Startelf stand.

## Persönliches
Sein Bruder Sekou (* 1999) ist ebenfalls Fußballspieler und spielt für den ebenfalls in der österreichischen zweiten Spielklasse spielenden FC Liefering.